# Eleição municipal de Imperatriz em 2024
A eleição municipal da cidade de Imperatriz em 2024 ocorreu nos dias 6 de outubro (primeiro turno) e 27 de outubro (segundo turno), com o objetivo de eleger um prefeito, um vice-prefeito e 21 vereadores responsáveis pela administração da cidade, que terá seu início em 1° de janeiro de 2025, e terá seu término em 31 de dezembro de 2028. O atual prefeito Assis Ramos, do União Brasil (UNIÃO), concluirá seu segundo mandato este ano.

## Calendário eleitoral
| Início        | Fim           | Atividades | Status    |
| ------------- | ------------- | --- | --------- |
| 7 de março    | 5 de abril    | Janela partidária para vereadores trocarem de partido visando concorrer às eleições sem perder o mandato. | Realizado |
| 6 de abril    | 6 de abril    | Data-limite para todas as legendas e federações partidárias obterem o registro dos estatutos no TSE e para todos os candidatos terem domicílio eleitoral na circunscrição em que desejam disputar as eleições com a filiação deferida pelo partido. | Realizado |
| 15 de maio    | 15 de maio    | Início da campanha de arrecadação prévia de recursos na modalidade de financiamento coletivo para pré-candidatos, sem realização de pedidos de voto e obedecendo a regras relativas à propaganda eleitoral na Internet.                             | Realizado |
| 20 de julho   | 5 de agosto   | Realização de convenções partidárias para deliberar sobre coligações e escolher candidatos às prefeituras e aos cargos de vereador. Os partidos têm até 15 de agosto para registrar os nomes na Justiça Eleitoral.                                  | Realizado |
| 16 de agosto  | 16 de agosto  | Início das campanhas eleitorais de forma igualitária, podendo qualquer publicidade ou manifestação com pedido explícito de voto antes da data ser considerada irregular e multada.                                                                  | Realizado |
| 30 de agosto  | 3 de outubro  | Veiculação da propaganda eleitoral gratuita no rádio e na televisão. | Realizado |
| 6 de outubro  | 6 de outubro  | Realização do primeiro turno das eleições municipais. | Realizado |
| 11 de outubro | 25 de outubro | Veiculação da propaganda eleitoral gratuita no rádio e na televisão para o segundo turno. | Realizado |
| 27 de outubro | 27 de outubro | Realização de um eventual segundo turno nas cidades com mais de 200 mil eleitores em que o candidato a prefeito mais votado não tenha atingido a metade mais um dos votos válidos.                                                                  | Realizado |

## Candidatos à prefeitura
| Nº | Prefeito(a)  | Prefeito(a)      | Prefeito(a)       | Prefeito(a)                                                        | Vice-Prefeito(a) | Vice-Prefeito(a) | Vice-Prefeito(a) | Vice-Prefeito(a)  | Vice-Prefeito(a)       | Coligação Partido(s)                                                                                      | Ref.              |
| Nº | Candidato(a) | Candidato(a)     | Partido Federação | Cargos relevantes                                                  | Candidato(a)     | Candidato(a)     | Candidato(a)     | Partido Federação | Cargos relevantes      | Coligação Partido(s)                                                                                      | Ref.              |
| -- | ------------ | ---------------- | ----------------- | ------------------------------------------------------------------ | ---------------- | ---------------- | ---------------- | ----------------- | ---------------------- | --- | ----------------- |
| 10 |              | Mariana Carvalho | Republicanos      | - Deputada federal (2023-atualidade)                               |                  |                  | Ribinha Cunha    | PL                | - Empresário           | O Caminho Certo para Imperatriz Republicanos, PL e PRTB                                                   | [ 4 ] [ 5 ] [ 6 ] |
| 11 |              | Rildo Amaral     | PP                | - Deputado estadual (2023-atualidade)                              |                  |                  | Carol Pereira    | UNIÃO             | - Presidente do GEDEMA | Imperatriz vai Renascer PP, PSB, UNIÃO, PRD, PODE, Fed. PSDB Cidadania (PSDB e Cidadania) e AGIR          | [ 7 ]             |
| 21 |              | Gabriel Araújo   | PCB               | - Repórter                                                         |                  |                  | Reginaldo Lima   | PCB               | - Empresário           | Sem coligação                                                                                             | [ 8 ]             |
| 30 |              | Nilson Takashi   | NOVO              | - Publicitário                                                     |                  |                  | Ronaldo Reis     | NOVO              | - Engenheiro civil     | Sem coligação                                                                                             | [ 9 ] [ 10 ]      |
| 35 |              | Justino Filho    | PMB               | - Locutor - Radialista                                             |                  |                  | Professor Maia   | PMB               | - Professor            | Sem coligação                                                                                             | [ 8 ]             |
| 55 |              | Josivaldo JP     | PSD               | - Deputado federal (2021-atualidade)                               |                  |                  | Daniel Fiim      | MOBILIZA          | - Médico               | Trabalhar e Reconstruir Imperatriz PSD, MDB, MOBILIZA, DC e Avante                                        | [ 11 ]            |
| 65 |              | Marco Aurélio    | PCdoB FE Brasil   | - Deputado estadual (2015-2019) - Vereador (2013-2014) - Professor |                  |                  | Vânia do PT      | PT FE Brasil      | - Professora           | Imperatriz sem Medo de ser Feliz FE Brasil (PT, PCdoB e PV), Fed. PSOL REDE (PSOL e REDE) e Solidariedade | [ 12 ] [ 13 ]     |

### Desistências
- Zé Antônio (PDT): Embora Antônio tenha oficializado sua pré-candidatura, desistiu por não conseguir apoio.[14]
- Franciscano Soares (PL): Apesar de Soares ter chegado a oficializar sua pré-candidatura em convento, decidiu por retirá-la pouco dias antes de sua convenção partidária por falta de apoio e consenso.[15]

## Debates
Primeiro turno

De acordo com as regras eleitorais, as emissoras só poderão convocar para o debate os candidatos que obtiverem a concordância de pelo menos dois terços de candidatas e candidatos, no caso de eleição majoritária (cargo de prefeito), e de pelo menos dois terços dos partidos ou das federações com candidatas e candidatos, no caso de eleição proporcional (cargo de vereador). Caso não seja possível um acordo, as emissoras de rádio e televisão podem apresentar debates em conjunto para o cargo de prefeito, estando presentes todas as candidatas e todos os candidatos, ou em grupos, com a presença de, no mínimo, três pessoas.
| Data          | Organizador(es)         | Mediação       | Josivaldo JP (PSD) | Mariana Carvalho (Republicanos) | Marco Aurélio (PCdoB) | Nilson Takashi (NOVO) | Rildo Amaral (PP) | Ref.   |
| ------------- | ----------------------- | -------------- | ------------------ | ------------------------------- | --------------------- | --------------------- | ----------------- | ------ |
| 03 de outubro | TV Mirante, G1 Maranhão | Clóvis Cabalau | Presente           | Presente                        | Presente              | Presente              | Presente          | [ 17 ] |

## Candidatos à vereança
A regra eleitoral permite que um Partido ou Federação indique uma chapa que contenha, no máximo, 100% das vagas em disputa mais 1. No caso de Imperatriz, o número máximo de candidaturas é de 23.
A tabela a seguir apresenta o número de candidaturas em cada Partido e Federação, estando agrupados a partir de coligações na disputa do poder executivo. Lembre-se que a coligação em eleições proporcionais não existe mais no Brasil, sendo demonstrada a coligação majoritária apenas a título de visualização agrupada.
| Coligação ao executivo                              | Partido ou federação | Partido ou federação | Candidatos     | Candidatos     | Candidatos     | Candidatos     |     |
| --------------------------------------------------- | -------------------- | -------------------- | -------------- | -------------- | -------------- | -------------- | --- |
| Imperatriz vai Renascer (102 candidatos)            |                      | PP                   | 21             | 21             | 21             | 21             |     |
| Imperatriz vai Renascer (102 candidatos)            |                      | PSB                  | Sem candidatos | Sem candidatos | Sem candidatos | Sem candidatos |     |
| Imperatriz vai Renascer (102 candidatos)            |                      | UNIÃO                | Sem candidatos | Sem candidatos | Sem candidatos | Sem candidatos |     |
| Imperatriz vai Renascer (102 candidatos)            |                      | PRD                  | 21             | 21             | 21             | 21             |     |
| Imperatriz vai Renascer (102 candidatos)            |                      | PODE                 | 21             | 21             | 21             | 21             |     |
| Imperatriz vai Renascer (102 candidatos)            |                      | PSDB-Cidadania       | 22             |                | PSDB           | 19             |     |
| Imperatriz vai Renascer (102 candidatos)            |                      | PSDB-Cidadania       | 22             | Cidadania      | 3              |                |     |
| Imperatriz vai Renascer (102 candidatos)            |                      | AGIR                 | 17             | 17             | 17             | 17             |     |
| Trabalhar e Reconstruir Imperatriz (97 candidatos)  |                      | PSD                  | 23             | 23             | 23             | 23             |     |
| Trabalhar e Reconstruir Imperatriz (97 candidatos)  |                      | MDB                  | 20             | 20             | 20             | 20             |     |
| Trabalhar e Reconstruir Imperatriz (97 candidatos)  |                      | MOBILIZA             | 22             | 22             | 22             | 22             |     |
| Trabalhar e Reconstruir Imperatriz (97 candidatos)  |                      | DC                   | 10             | 10             | 10             | 10             |     |
| Trabalhar e Reconstruir Imperatriz (97 candidatos)  |                      | Avante               | 22             | 22             | 22             | 22             |     |
| O Caminho Certo para Imperatriz (63 candidatos)     |                      | Republicanos         | 22             | 22             | 22             | 22             |     |
| O Caminho Certo para Imperatriz (63 candidatos)     |                      | PL                   | 22             | 22             | 22             | 22             |     |
| O Caminho Certo para Imperatriz (63 candidatos)     |                      | PRTB                 | 19             | 19             | 19             | 19             |     |
| Imperatriz sem Medo de ser Feliz (20 candidatos)    |                      | FE Brasil            | 20             |                | PT             | 9              |     |
| Imperatriz sem Medo de ser Feliz (20 candidatos)    |                      | FE Brasil            | 20             | PCdoB          | 5              |                |     |
| Imperatriz sem Medo de ser Feliz (20 candidatos)    |                      | FE Brasil            | 20             | PV             | 6              |                |     |
| Imperatriz sem Medo de ser Feliz (20 candidatos)    |                      | PSOL-REDE            | 4              |                | PSOL           | 3              |     |
| Imperatriz sem Medo de ser Feliz (20 candidatos)    |                      | PSOL-REDE            | 4              | REDE           | 1              |                |     |
| Imperatriz sem Medo de ser Feliz (20 candidatos)    |                      | Solidariedade        | Sem candidatos | Sem candidatos | Sem candidatos | Sem candidatos |     |
| Partidos e federações não coligadas (37 candidatos) |                      | NOVO                 | 20             | 20             | 20             | 20             |     |
| Partidos e federações não coligadas (37 candidatos) |                      | PDT                  | 17             | 17             | 17             | 17             |     |
| Partidos e federações não coligadas (37 candidatos) |                      | PMB                  | Sem candidatos | Sem candidatos | Sem candidatos | Sem candidatos |     |
| Partidos e federações não coligadas (37 candidatos) |                      | PCB                  | Sem candidatos | Sem candidatos | Sem candidatos | Sem candidatos |     |
| Partidos e federações não coligadas (37 candidatos) | Total                | Total                | Total          | 320            | 320            | 320            | 320 |

## Resultados

### Prefeito
| Candidato(a)                                             | Candidato(a)                                             | Vice                                                     | Coligação                                                                                         | 1º turno 6 de outubro | 1º turno 6 de outubro | 2º turno 27 de outubro | 2º turno 27 de outubro |
| Candidato(a)                                             | Candidato(a)                                             | Vice                                                     | Coligação                                                                                         | Votação               | Votação               | Votação                | Votação                |
| Candidato(a)                                             | Candidato(a)                                             | Vice                                                     | Coligação                                                                                         | Total                 | Percentagem           | Total                  | Percentagem            |
| -------------------------------------------------------- | -------------------------------------------------------- | -------------------------------------------------------- | ------------------------------------------------------------------------------------------------- | --------------------- | --------------------- | ---------------------- | ---------------------- |
|                                                          | Rildo Amaral (PP)                                        | Carol Pereira (UNIÃO)                                    | IMPERATRIZ VAI RENASCER: (PP/PSB/UNIÃO/PRD/PODE/Federação PSDB Cidadania/AGIR)                    | 55.149                | 35,57%                | 81.942                 | 55,11%                 |
|                                                          | Mariana Carvalho (Republicanos)                          | Ribinha Cunha (PL)                                       | O CAMINHO CERTO PARA IMPERATRIZ: (Republicanos/PL/PRTB)                                           | 41.172                | 26,56%                | 66.752                 | 44,89%                 |
|                                                          | Josivaldo JP (PSD)                                       | Daniel Fiim (MOBILIZA)                                   | TRABALHAR E RECONSTRUIR IMPERATRIZ: (PSD/MDB/MOBILIZA/DC/Avante)                                  | 32.689                | 21,08%                | Não participaram       | Não participaram       |
|                                                          | Nilson Takashi (NOVO)                                    | Ronaldo Reis (NOVO)                                      | Chapa pura: (NOVO)                                                                                | 16.073                | 10,37%                | Não participaram       | Não participaram       |
|                                                          | Marco Aurélio (PCdoB)                                    | Vânia do PT (PT)                                         | IMPERATRIZ SEM MEDO DE SER FELIZ: (FE Brasil (PT, PCdoB e PV)/FEDERAÇÃO PSOL REDE/ Solidariedade) | 9.060                 | 5,84%                 | Não participaram       | Não participaram       |
|                                                          | Justino Filho (PMB)                                      | Professor Maia (PMB)                                     | Chapa pura: (PMB)                                                                                 | 757                   | 0,49%                 | Não participaram       | Não participaram       |
|                                                          | Gabriel Araújo (PCB)                                     | Reginaldo Lima (PCB)                                     | Chapa pura: (PCB)                                                                                 | 140                   | 0,09 %                | Não participaram       | Não participaram       |
| → Total de votos válidos                                 | → Total de votos válidos                                 | → Total de votos válidos                                 | → Total de votos válidos                                                                          | 155.040               | 97,06%                | 148.694                | 97,66%                 |
| → Votos em branco                                        | → Votos em branco                                        | → Votos em branco                                        | → Votos em branco                                                                                 | 1.778                 | 1,11%                 | 1.638                  | 1,08%                  |
| → Votos nulos                                            | → Votos nulos                                            | → Votos nulos                                            | → Votos nulos                                                                                     | 2.913                 | 1,82%                 | 1.927                  | 1,27%                  |
| Total                                                    | Total                                                    | Total                                                    | Total                                                                                             | 159.731               | 79,43%                | 152.259                | 75,71%                 |
| Abstenções                                               | Abstenções                                               | Abstenções                                               | Abstenções                                                                                        | 41.368                | 20,57%                | 48.840                 | 24,29%                 |
| Total de inscritos                                       | Total de inscritos                                       | Total de inscritos                                       | Total de inscritos                                                                                | 200.000               | 100%                  | 200.00                 | 100%                   |
| Relação da população municipal ao total de votos válidos | Relação da população municipal ao total de votos válidos | Relação da população municipal ao total de votos válidos | Relação da população municipal ao total de votos válidos                                          | 273.110               | ~20,57%               | 273.110                | ~1,08%                 |
| Relação da população municipal ao total de inscritos     | Relação da população municipal ao total de inscritos     | Relação da população municipal ao total de inscritos     | Relação da população municipal ao total de inscritos                                              | 273.110               | ~20,57%               | 273.110                | ~20,57%                |

| Partido | Partido      | Candidato | Votos   | Votos (%) |
| ------- | ------------ | --------- | ------- | --------- |
|         | PP           | Rildo     | 55 149  | 35,57%    |
|         | Republicanos | Mariana   | 41 172  | 26,56%    |
|         | PSD          | JP        | 32 689  | 21,08%    |
|         | NOVO         | Nilson    | 16 073  | 10,37%    |
|         | PCdoB        | Marco     | 9 060   | 5,84%     |
|         | PMB          | Justino   | 757     | 0,49%     |
|         | PCB          | Gabriel   | 140     | 0,09%     |
| Totais  | Totais       | Totais    | 155 040 |           |

### Composição Câmara Municipal

#### Vereadores Eleitos
PSD: 3
  REP: 2
  PDT: 2
  MDB: 2
  PODE: 2
  PL: 2
  PRD: 1
  MOB: 1
  AGIR: 1
  PV: 1
  PSDB: 1
  PT: 1
  PP: 1
  AVANTE: 1

| Vereadores               | Partido      | Votação | Percentual | Cidade onde nasceu      | Unidade federativa |
| Adhemar Freitas Jr       | MDB          | 2.718   | 1,76%      | Imperatriz              | Maranhão           |
| Rosângela Curado         | PL           | 2.384   | 1,55%      | Santos                  | São Paulo          |
| Flamarion Amaral         | PV           | 2.337   | 1,51%      | São Luís                | Maranhão           |
| Júnior Gama              | PSD          | 2.325   | 1,51%      | Imperatriz              | Maranhão           |
| Alcemir Costa            | PODE         | 2.296   | 1,49%      | Coroatá                 | Maranhão           |
| Francisco Messias        | PDT          | 2.257   | 1,46%      | Imperatriz              | Maranhão           |
| Berson do Posto Buriti   | PP           | 2.161   | 1,40%      | Joselândia              | Maranhão           |
| Ricardo Seidel           | PSD          | 2.150   | 1,39%      | Imperatriz              | Maranhão           |
| Jorgiana da Boca da Mata | PL           | 2.077   | 1,35%      | Imperatriz              | Maranhão           |
| Alberto Sousa            | PDT          | 2.044   | 1,32%      | Sítio Novo do Tocantins | Tocantins          |
| Manchinha                | MDB          | 1.984   | 1,29%      | Imperatriz              | Maranhão           |
| Rubinho                  | MOBILIZA     | 1.903   | 1,23%      | Tucuruí                 | Pará               |
| Rodrigo Brasmar          | PSDB         | 1.825   | 1,18%      | Recife                  | Pernambuco         |
| Fidelis Uchoa            | AGIR         | 1.810   | 1,17%      | Praia Norte             | Tocantins          |
| Jhony Pan                | PSD          | 1.798   | 1,17%      | Marabá                  | Pará               |
| Renata Morena            | PRD          | 1.768   | 1,15%      | Imperatriz              | Maranhão           |
| Terezinha Soares         | PODE         | 1.714   | 1,11%      | Graça Aranha            | Maranhão           |
| Mesaac Cirqueira         | Avante       | 1.684   | 1,09%      | Balsas                  | Maranhão           |
| Sargento Adriano         | Republicanos | 1.653   | 1,07%      | Imperatriz              | Maranhão           |
| Dr Elias Holanda         | Republicanos | 1.629   | 1,06%      | Imperatriz              | Maranhão           |
| Professor Carlos Hermes  | PT           | 1.495   | 0,97%      | Oeiras                  | Piauí              |